# محمد نبي محمدي
محمد نبي محمدي (بالبشتوية: محمد نبي محمدي)‏، (1920-2002) سياسي أفغاني وأحد قادة المجاهدين الأفغان خلال الحرب ضد السوفيت، وقائد ومؤسس وزعيم حركة الانقلاب الإسلامي (حركة الثورة الإسلامية الأفغانية)، وهي حزب سياسي وجماعة شبه عسكرية. شغل منصب نائب رئيس أفغانستان تحت حكم المجاهدين من يناير 1993 إلى 1996.

## سيرته
ولد محمد نبي محمدي عام 1920 في منطقة براقي براك التابعة لولاية لوكر في أفغانستان. كان في الأصل من ولاية غزنة الوسطى.

### الحركة الثورية الإسلامية
كان محمدي من بين القادة الأفغان الذين التقوا بالرئيس ريغان في البيت الأبيض خلال الحرب. وأطلق ريغان عليهم لقب «مقاتلون من أجل الحرية». وعبر الكفاح المستمر نجح المجاهدون الأفغان في مهمتهم، وانسحبت القوات الروسية من أفغانستان عام 1989 بعد خسارة عشرات الآلاف من جنودها. وفي عام 1992 انهارت الحكومة الموالية لموسكو في كابل، وتولى المجاهدون السلطة.

### نائب الرئيس
أصبح محمد نبي محمدي نائب رئيس أفغانستان في حكومة المجاهدين. لكن عندما حمل قادة المجاهدين السلاح ضد بعضهم البعض وبدأت الحرب الأهلية في أفغانستان، استقال من منصبه ومنع القوات الموالية له من المشاركة في الحرب. بقي في باكستان وبذل قصارى جهده لوقف الحرب بين غلبدين حكمتيار وبرهان الدين رباني وعبد رب الرسول سياف. وفي عام 1996 سيطرت طالبان على أفغانستان. وكان معظم قادة طالبان من طلاب محمد نبي محمدي. وحافظ محمدي على علاقة جيدة مع طالبان.

## التصوف
وکان صوفياً وسالکاً، کان في سلاسل الأربعة من التصوف خليفة المطلق بيد حضرة بير آخوند زاده سيف الرحمن بيرارجي إمام خراساني .

### وفاته
توفي محمد نبي محمدي في مستشفى باكستاني في 21 أبريل 2002. حيث كان يعاني من مرض السل، ونٌقل جثمانه إلى ولاية لوكر في أفغانستان.